# Потокова лінія

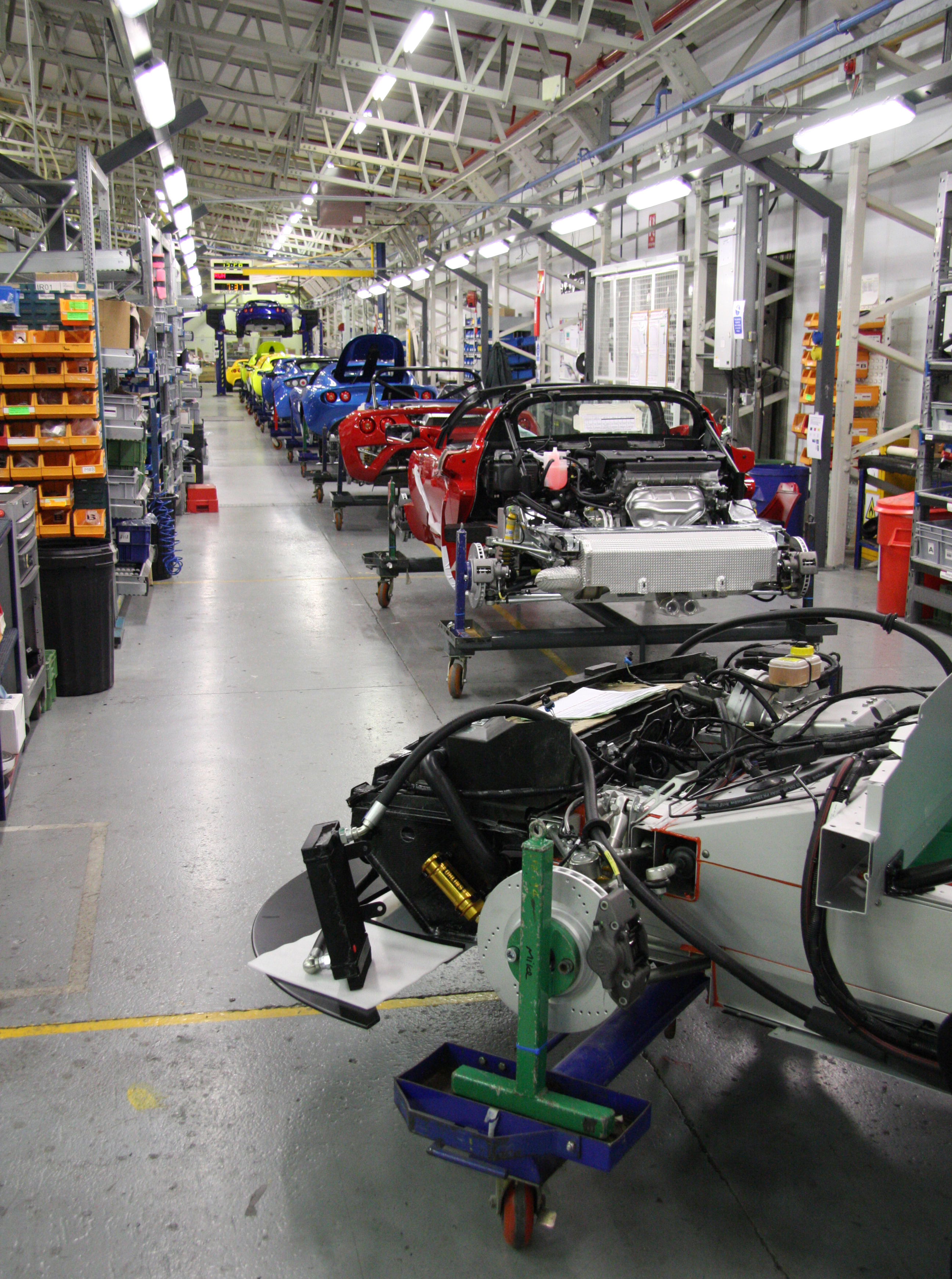
Потокова лінія складального виробництва

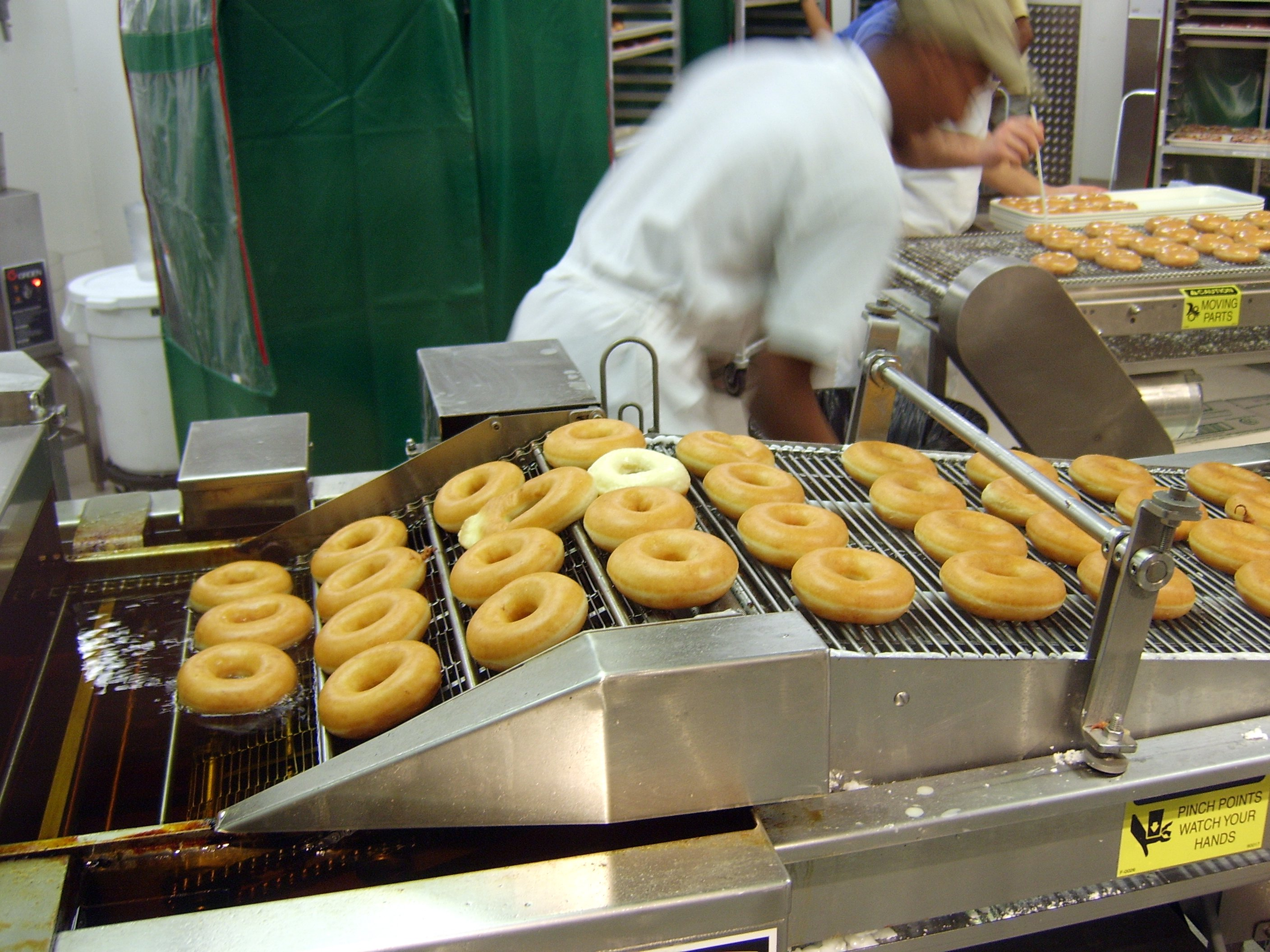
Потокова лінія по вирбництву кондитерських виробів

Пото́кова лі́нія (англ. production line) — виробнича дільниця, оснащена сукупністю машин і механізмів, призначених для виготовлення певної продукції та встановлених згідно з послідовністю операцій технологічного процесу, що виконуються із заданим ритмом.

## Класифікація
Лінії такою типу є технічно основою потокового виробництва. Потокові лінії розрізняють за рівнем механізації і автоматизації, кількістю найменувань виготовлюваної на них продукції (одно-, дво- і багатопредметні), видом виконуваних робіт (наприклад, механічна обробка, складання), можливістю переналагоджування на продукцію іншого виду (переналагоджувані і непереналагоджувані) тощо.

## Особливості побудови
За кожною машиною чи робочим місцем потокової лінії закріплюється одна або декілька технологічних операцій. Потокова лінія у металлообробних цехах — це один ряд (або два ряди) обробних верстатів (машин), зв'язаних транспортними пристроями для передавання деталей з однієї операції на іншу. Потокова лінія на складальних ділянках — ряд робочих позицій (робочих місць), оснащених устаткуванням, пристосуваннями, інструментом, транспортним пристроєм для пересування виробу (машини), що складається з позиції на позицію, які безперервно забезпечуються деталями і вузлами для складання виробу.

## Ефективність та області використання
На основі таких ліній з високим ступенем механізації та автоматизації створюють автоматичні лінії. Застосування потокових ліній підвищує продуктивність праці, скорочує виробничий цикл і трудомісткість виготовлення виробів, знижує собівартість продукції.
Потокові лінії використовують у машино- і приладобудуванні, харчовій, лісовій, легкій (швейній і взуттєвій) промисловості, у будівництві тощо.